# Dirk Schrade
Dirk Schrade (født 29. juni 1978) er en tysk rytter, som er specialiseret i military.
Han repræsenterede Tyskland ved OL 2012 i London, hvor han stillede op i individuel konkurrence samt i holdkonkurrencen på hesten King Artus. Efter en sjetteplads i dressur-delen betød 10,80 strafpoint i terrænridningen, at han sluttede som nummer 26 individuelt. I holdkonkurrencen, der blev holdt samtidig med den individuelle konkurrence, var han sammen med Michael Jung, der vandt individuelt, Sandra Auffarth, der vandt bronze individuelt, samt Ingrid Klimke og Peter Thomsen. Kun de tre bedste fra hver nation talte i holdkonkurrencen, og det var for Tyskland Jung, Auffarth og Klimke, der sluttede umiddelbart foran Schrade på 25. pladsen. Tyskland vandt guld med 133,70 point, mens Storbritannien fik sølv med 138,20 og New Zealand bronze med 144,40 point.
I 2014 var han med til at vinde holdguld ved World Equestrian Games sammen med Auffarth, Jung og Klimke; også her var Schrades resultat, der var dårligst og ikke talte i holdkonkurrencen.